# Tyrone Crawford
Tyrone Crawford (Windsor, 22 novembre 1989) è un ex giocatore di football americano canadese che ha militato nel ruolo di defensive end per tutta la carriera con i Dallas Cowboys della National Football League (NFL). Fu scelto nel corso del terzo giro (81º assoluto) del Draft NFL 2012. Al college ha giocato a football alla Boise State University.

## Carriera professionistica

### Dallas Cowboys
Il 27 aprile 2012, Crawford fu scelto nel corso del terzo giro del Draft 2012 dai Dallas Cowboys. Il 13 giugno, il giocatore firmò un contratto quadriennale con la franchigia, comprendente 575.252 dollari di bonus alla firma e un salario base di 390.000 dollari per la stagione 2012. Nella sua prima stagione giocò tutte le 16 partite, nessuna delle quali come titolare, mettendo a segno 20 tackle.
A causa di un infortunio subito all'inizio del training camp, Crawford fu costretto a saltare l'intera stagione 2013.
Nell'ottavo turno della stagione 2017, Crawford, con i Cowboys in svantaggio per 16-7 contro i Washington Redskins, bloccò un tentativo di field goal da 36 yard che il compagno Orlando Scandrick ritornò per 90 yard. Per questa prestazione fu premiato come miglior giocatore degli special team della NFC della settimana.

## Palmarès
- Giocatore degli special team della NFC della settimana: 1

8ª del 2017

## Statistiche
| Partite totali      | 16 |
| Partite da titolare | 0  |
| Tackle totali       | 20 |
| Sack                | 0  |
| Intercetti          | 0  |

Statistiche aggiornate al 19 febbraio 2013